# Walter Van Dyke Bingham

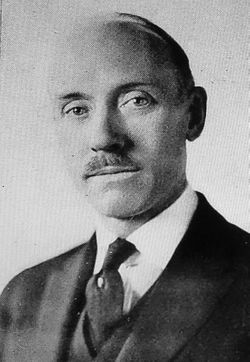
Walter Van Dyke Bingham (1900)

Walter Van Dyke Bingham (* 20. Oktober 1880 in Swan Lake, Iowa; † 7. Juli 1952) war ein US-amerikanischer Angewandter Psychologe und Arbeitspsychologe. Er trug einen bedeutenden Teil zur Entwicklung von Intelligenz- und Eignungstestungen bei. Bingham war außerdem zuständig für die redaktionelle Verantwortung verschiedener Journale und war Autor von über 200 Artikeln und Büchern. Sein Buch „Aptitude and Aptitude Testing“ (1937/1942) ist ein Klassiker in seinem Fachgebiet.

## Leben
Walter Bingham wurde am 20. Oktober 1880 in Swan Lake, Iowa als Sohn von Lemuel und Martha Bingham geboren. 1920 heiratete er die Autorin und Geographin Millicent Todd, die als erste Frau an der Harvard University in Geologie und Geographie promoviert wurde. Walter war ein Kleinstadtjunge, der nach eigenen Angaben vielfältige Interessen verfolgte und zunächst Mathematik- und Physiklehrer wurde, nur um dann nach vier Jahren zu bemerken, dass sein wahres Interesse in den Menschen liegt.
Bingham interessierte sich früh für Musik, die sein ganzes Leben lang ein Hobby blieb. Als Junge experimentierte er auf der Familienorgel, spielte Althorn in der Dorfkapelle, sang im College-Glee-Club, schrieb seine Doktorarbeit über die Natur der Melodie und veröffentlichte später Artikel über musikalische Begabung.
Schon früh wurde Walter Van Dyke Bingham als Ausnahmeschüler erkannt und so übersprang er die 3. und 4. Klasse, bevor er mit 16 Jahren die High School abschloss. Er war ein geschäftstüchtiger Junge, der am Bahnhof Popcorn verkaufte, um sich die Fahrt zur World’s Columbian Exposition 1893 leisten zu können. Nach seinem High-School-Abschluss arbeitete Bingham als Vermessungsgehilfe bei den Burlington, Cedar Rapids & Northern Railway. Außerhalb seiner Heimat arbeitete er zunächst als Setzerjunge für die wöchentliche Ausgabe der Emmet County Republican. Später wurde Bingham am Beloit College in Wisconsin aufgenommen, das er im Alter von 20 Jahren im Jahre 1901 mit Auszeichnung abschloss. Danach unterrichtete er eine Zeit lang Mathematik und Physik an der Beloit Academy und der Elgin High School, bevor er an der Harvard University weiterstudierte, welche er 1907 mit einem Master abschloss. Er setzte sein Studium sowohl an der Harvard University fort, wo er in Hugo Münsterbergs Labor unter Anleitung von Edwin B. Holt tätig war, als auch an der University of Chicago, wo er unter Anleitung von James R. Angell arbeitete. Hierfür erhielt er schlussendlich 1908 zwei Doktorgrade. Seine Dissertation mit dem Titel „Studies in Melody and Movement“ basierte auf Experimenten, in denen er die psychologischen Effekte von Melodien auf Menschen erforschte. Die Psychologie etablierte sich unter Angell als empirische Disziplin, welche experimentelle Methoden anwendete. Er entwickelte eine funktionalistische Theorie psychologischer Prozesse und untersuchte die Zusammenhänge zwischen Körper und Geist. In ähnlicher Weise basierte auch der arbeits- und organisationspsychologische Ansatz von Edwin B. Holt stark auf Experimenten. Er untersuchte Probleme bezüglich Monotonie, Aufmerksamkeit und Erschöpfung, physische und soziale Einflüsse auf die Arbeitskraft, die Effekte von Werbung und die zukünftige Entwicklung der Wirtschaftspsychologie.

### Chicago
In seinem ersten Jahr in Chicago lernte Bingham John B. Watson kennen. Dieser hatte 1903 ein Labor für Tierpsychologie etabliert, welches das dritte solche Labor neben Clark und Harvard war. Weiters leitete er einen Kurs in Experimenteller Psychologie, basierend auf Edward Bradford Titcheners Quantitative and Qualitative Manuals. In diesem Kurs wurde Bingham zu Watsons Assistenten und übernahm ihn später sogar vollständig. 1906–1907 leistete Bingham mit einem fünfseitigen Artikel „The role of the tympanic mechanism in audition“ seinen ersten Beitrag zur psychologischen Literatur.

### Europa
Nach seinem ersten Jahr in Chicago entschied sich Bingham dazu, einen Sommer in Europa zu verbringen. Sein erster Stop führte ihn nach Berlin, wo er Kurt Koffka und Wolfgang Köhler kennenlernte, welche die Gestaltpsychologie etablierten. Außerdem lernte er Carl Stumpf kennen, der für seine Studien mit dem Klugen Hans (Pferd) bekannt war. Sein zweiter Stop führte ihn nach London, wo er Charles Spearman, Cyril Burt und Charles S. Meyers kennenlernte.

### Harvard
Nach seiner Rückkehr in die Vereinigten Staaten arbeitete Bingham im dritten Stock der Emerson Hall, wo er gute Bekanntschaften mit Hugo Münsterberg und E. B. Holt entwickelte. Wie geplant arbeitete er sein Nebenfach Philosophie unter William James, Josiah Royce, George Santayana, Ralph Barton Perry und George Herbert Palmer ab.

## Wirken

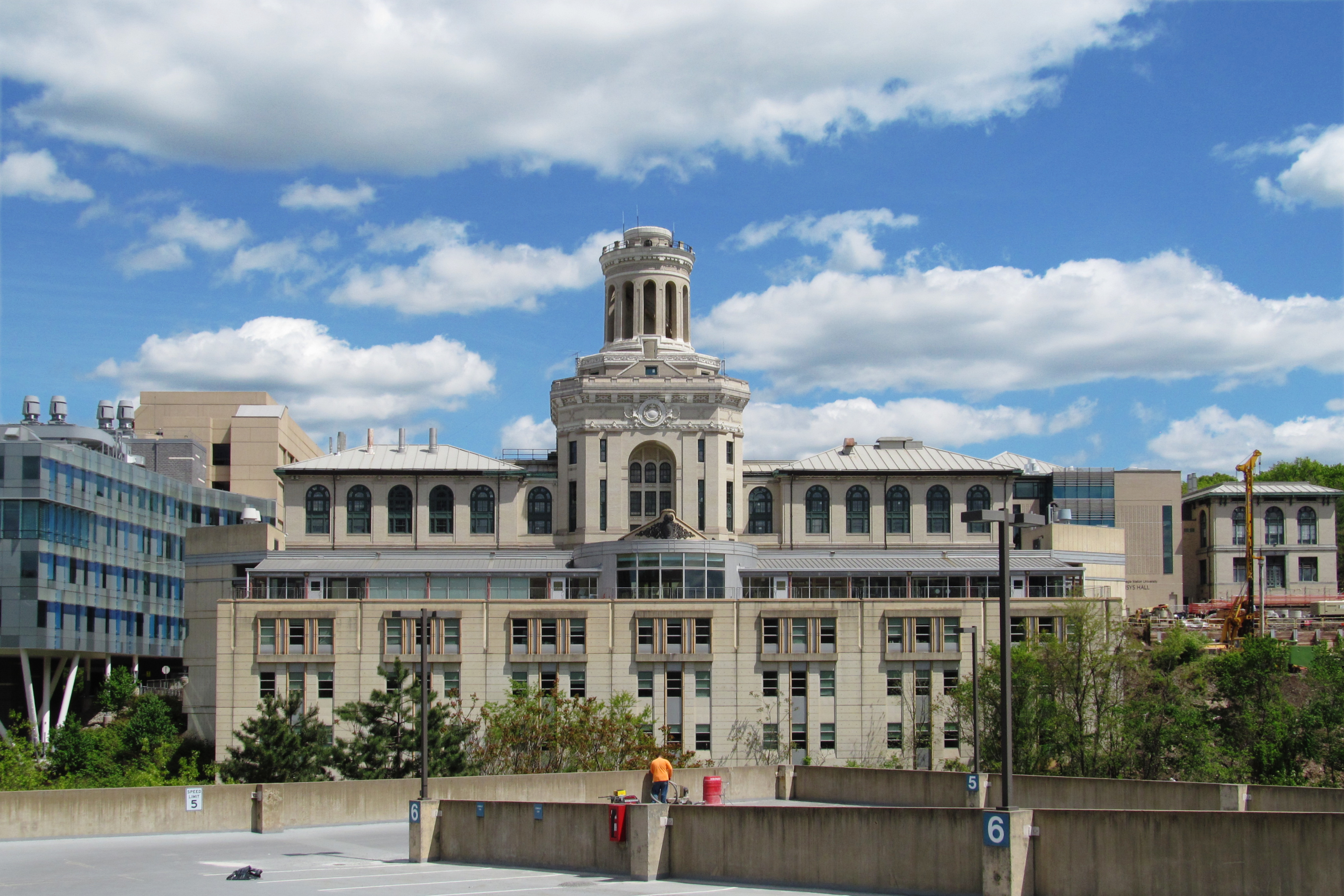
Carnegie Mellon University

Als Pionier der angewandten Psychologie startete Bingham im Fachgebiet der experimentellen Psychologie, wo er seinen Ph.D. bei James R. Angell an der Universität von Chicago erhielt. Im Jahre 1915 wechselte er an die Carnegie Mellon Universität, wo er für die Organisation des Bereichs der angewandten Psychologie zuständig war. Als der Erste Weltkrieg die USA erreichte, wurde Bingham von Robert Yerkes als Mitarbeiter eines Komitees engagiert, das die Army Alpha und Beta Tests entwickelte. Während des Ersten Weltkriegs diente Bingham als Vorstandssekretär des Komitees für die Klassifizierung des U.S. Armee-Personals. Im späteren Verlauf des Krieges diente er als Oberstleutnant in der Personalabteilung des Generalstabs der Armee. Dies war für die damalige Zeit ein äußerst hoher Rang, den im Ersten Weltkrieg nur ein einziger Psychologe erhielt. Von 1940 bis 1947 arbeitet Bingham als leitender Psychologe in der Zentrale des Gruppenbefehlshabers des Kriegsministeriums. Walter Binghams Beitrag zur Entwicklung der Methoden zur Armeeklassifizierung ebneten den Weg zur Entwicklung der Arbeitspsychologie.
Beide Mentoren Binghams hatten bedeutenden Einfluss sowohl auf seine Karriere, als auch seinen Forschungsverlauf. Nach seiner Promotion nahm Bingham eine Postdoktorandenstelle als Lehrassistent bei Edward Thorndike am Teachers College der Columbia University an. Nachdem er bis 1915 als Assistenzprofessor am Dartmouth College gearbeitet hatte, wurde er an das Carnegie Institute of Technology eingeladen, um eine Einheit zusammenzustellen, die auf Basis von Psychologie Studenten bei ihrer Berufswahl helfen sollte. Während seiner Zeit bei Carnegie begann er sein bahnbrechendes Unterfangen, Psychologie als Werkzeug einzusetzen, um die Probleme der großen Industrien in der Gegend von Pittsburgh zu lösen. Gleichzeitig mit der Gründung einer Abteilung für Angewandte Psychologie bemühte er sich um eine Ausbildung für Studenten, die Karrieren im Industriemanagement und anderen Bereichen planten, in denen der Erfolg in gewissem Maße davon abhing, Menschen zu verstehen und zu beeinflussen. Er hoffte, dass dies den Studenten ein besseres Verständnis des menschlichen Verhaltens ermöglichen würde. Diese Arbeit ging bekannten historischen Entwicklungen in der Angewandten Psychologie voraus, wie das Committee on Classification of Personnel in the Army in den Jahren 1917–1918 und der Gründung der Scott Company in den Jahren 1919–1923, welches das erste Personalberatungsunternehmen von angewandten Psychologen darstellte. Bingham gründete außerdem das Bureau of Mental Tests und in 1916 einen Dachverband, die Division of Applied Psychology, welche sich zum ersten organisierten akademischen/industriellen kooperativen Personalforschungsprogramm entwickelte.

### Intelligenztestungen
Unmittelbar nachdem die USA in den Ersten Weltkrieg eingestiegen war, entwickelte ein Team von Psychologen unter der Führung von Robert M. Yerkes Intelligenztests, die dazu benutzt werden konnten, Rekruten mit niedrigem Intelligenzniveau zu identifizieren und gleichzeitig der Armee ermöglichten, besonders geeignete Männer für Sonderaufträge und Offiziersschulen zu entdecken. Bingham war ein Mitglied dieses Teams.
Walter Van Dyke Bingham glaubte, dass Intelligenz aus einer Reihe von Faktoren besteht, die gemessen werden können, indem man sich die individuellen Fähigkeiten ansieht. Hierfür zog er mathematische, verbale, mechanische und soziale Fähigkeiten heran. So behauptete er, dass sich Intelligenz in drei Dimensionen manifestiert:
1. der Schwierigkeitsgrad der Probleme, die eine Person lösen kann
2. die Anzahl an Aufgaben, die diese Person auf diesem Niveau lösen kann
3. die Geschwindigkeit, mit der die Probleme gelöst werden[11]

Bingham ging davon aus, dass Intelligenz hauptsächlich durch Vererbung weitergegeben wird und Umweltursachen nur das vorhandene Intelligenzniveau modifizieren können.
Außerdem kritisierte er Theoretiker, die behaupteten, die Intelligenz anhand visueller Merkmale bestimmen zu können und warnte auch davor, Intelligenzquotienten aus Testungen blind zu vertrauen. Er begründet das damit, dass niedrige Ergebnisse ebenfalls mit nicht diagnostizierten physischen Problemen zu tun haben könnten, wie zum Beispiel schlechtes Augenlicht oder Unterernährung.
Die Jahre nach dem Ersten Weltkrieg verbrachte Bingham mit dem Schreiben von Büchern und Artikeln, in denen er den Nutzen seiner Testverfahren der US-Armee für die breite zivile Bevölkerung betonte. Er ging davon aus, dass Eignungstests und Unterkategorien von Intelligenztests Unternehmen helfen könnten, die Effizienz ihrer Arbeitskräfte zu fördern und Lehrern und Beratern helfen könnten, ihre Schüler oder Klienten auf den richtigen Karriereweg zu bringen und sie dadurch glücklicher zu machen.

### Eignungstests
Während des Zweiten Weltkriegs wurde Bingham zum Chefpsychologen im Büro des Generaladjutanten der US-Armee berufen. 1940 wurde er zum Vorsitzenden des Army National Research Council on Classification of Military Personnel ernannt. Sein Forschungsteam entwickelte eine Reihe von Eignungstests für verschiedene Zwecke:
1. Einteilung der Neuankömmlinge in wenige, breitgefächerte Gruppen im Hinblick auf ihre Fähigkeit, die Pflichten und Verantwortlichkeiten eines Soldaten schnell zu erlernen.
2. Selektion von Männern für die Offiziersausbildung.
3. Vereinfachung der Berichterstattung über die Leistungsfähigkeit von Offizieren.
4. Verbesserung standardisierter Berufsgespräche und Befähigungstests in einem Handwerk.
5. Ergänzende Eignungsprüfung für jene Arbeiten, die handwerkliches Geschick oder andere besondere Fähigkeiten erfordern.[12]

Bingham glaubte daran, dass diese Eignungstests die Kriegsanstrengungen unterstützen und die amerikanische Militärmacht stärken würden. Er behauptete, dass die durch die Durchführung von Eignungstests ermöglichte Anpassung der Arbeitsbedingungen die Effizienz und Effektivität militärischer Trainingsprogramme auf die gleiche Weise steigern würde, wie der Maschinenbau die Effektivität von Panzern, Geschützen und Flugzeugen maximiert. Bis 1941 wurden die Testergebnisse für mehr als eine Million Soldaten dokumentiert.
Nach dem Zweiten Weltkrieg wurden Binghams Testmodelle von der zivilen Industrie angenommen, und das neue Gebiet der Arbeitspsychologie gewann an Popularität. Unternehmensleiter waren begeistert von den möglichen finanziellen Vorteilen der Verwendung standardisierter Tests zur Auswahl der besten Arbeitnehmer für jede Art von Arbeit.

### Bureau of Salesmanship Research
Binghams Interesse an der Angewandten Psychologie und seine Bereitschaft, die Barrieren zwischen Akademie und Wirtschaft abzubauen, werden bei der Gründung des Bureau of Salesmanship Research an der Carnegie Mellon Universität deutlich. Einige Wochen nach seiner Ankunft wurde er von Edward A. Woods, dem Leiter des Büros der Equitable Life Assurance Society of the United States in Pittsburgh, vorgestellt. Woods beklagte das Fehlen von Verkaufskursen an Colleges und kritisierte die vorhandenen Kurse, die von Personen mit fragwürdigem Wissen angeboten wurden. Sie kamen zu dem Schluss, dass Recherche basierend auf Themen wie Verbraucherverhalten, Verkaufsstrategien sowie die Auswahl und Training von Verkäufern nötig sei.
Bingham entwickelte daraufhin ein fünfjähriges Forschungsprogramm, das von Unternehmern finanziert wurde. 30 Unternehmen sollten 500 $ pro Jahr beitragen. Im Gegenzug durften die Unternehmen ihre Anliegen in die Forschung einbringen und von den neuen Erkenntnissen profitieren. Zunächst rekrutierte Bingham zwei Freunde, H. J. Heinz von der Heinz Company und Norval Hawkins, Verkaufsleiter der Ford Motor Company. Sie sicherten ihm zu, die Kosten zu übernehmen, sollten sich nicht genügend Unternehmen für die Finanzierung finden. Bis zum Sommer 1916 waren 18 Unternehmen beteiligt, darunter die Aluminum Company of America, Carnegie Steel, B. F. Goodrich, John Hancock Mutual Life Insurance, Eli Lilly, Metropolitan Life Insurance, Pittsburgh Steel, Prudential Insurance Company und Westinghouse Electric. Bis März 1917 wuchs die Zahl der Partner auf die ursprünglich geplanten 30.
Durch diese breite Unterstützung konnte das Büro mehr Personal einstellen, darunter Walter Dill Scott, welcher zu dieser Zeit der bekannteste amerikanische Psychologe auf dem Gebiet der Arbeitspsychologie war. Das Büro veröffentlichte in der Broschüre zur Gründung folgende vier Ziele:
1. Sammlung und Systematisierung von Informationen im Bezug auf die Methoden erfolgreicher Unternehmen bei der Beschäftigung, Entwicklung und Überwachung von Verkäufern
2. Analyse der Merkmale, die sich als charakteristisch für sehr erfolgreiche Verkäufer herausstellen im Gegensatz zu weniger erfolgreichen Verkäufern
3. Weiterentwicklung von Experimenten betreffend der Auswahl und Ausbildung von Verkäufern
4. Zur Verfügung stellen der Ergebnisse dieser Forschungen durch persönliche Gespräche mit den Führungskräften der kooperierenden Mitglieder.[13]

Das Büro machte schnell Fortschritte und veröffentlichte seine Ergebnisse in einem privat publizierten Buch mit 36 Seiten: „Aids in the Selection of Salesmen (Scott, 1916)“, welches den kooperierenden Unternehmen zur Verfügung gestellt wurde.

### Psychologische Untersuchungen und Selektion während des Ersten Weltkriegs
Als die USA Deutschland 1917 den Krieg erklärten, meldeten sich Psychologen unter der Leitung von APA-Präsident Robert Yerkes freiwillig zum Dienst. Sie waren mit zwei Hauptaufgaben beschäftigt:
1. Die Bewertung der Intelligenz von Rekruten
2. Auswahltests für verschiedene militärische Einsätze

Bingham war Teil eines Komitees aus sieben Psychologen unter dem Vorsitz von Yerkes, welches mit der Entwicklung von Gruppenintelligenztestungen für Militärangehörige beauftragt wurde. Dem Komitee gehörten außerdem Henry Herbert Goodard, der die erste Übersetzung der Binet-Skala erstellte und Lewis Terman an, der kurz zuvor seine Version des Stanford-Binet-Tests veröffentlichte. Die ersten Treffen begannen im Mai 1917 in Vineland, New Jersey. Die ersten vorläufigen Testungen starteten im Juni, bevor im September die eigentlichen Testungen durchgeführt wurden, die später als Army-Alpha-Test bekannt wurden. Bereits im darauffolgenden Jahr wurden mehr als 1,7 Millionen Rekruten durch diese Tests bewertet.
Während der Entwicklung der Army-Alpha-Tests übernahm Bingham einen weiteren Auftrag, nämlich beim Committee on the Classification of Personnel in the Army. Walter Dill Scott diente als Direktor des Komitees und Bingham als Vorstandssekretär. Dieses wurde hauptsächlich durch die Bemühungen von Scott gebildet, der von der Wichtigkeit der Auswahl und Zuweisung von Offizieren für den Krieg überzeugt war. Nach Absprache mit dem Kriegsminister wurde er mit der Entwicklung und Implementierung eines Testprogramms beauftragt.
Das Komitee begann mit der Modifizierung der Auswahltests für Verkäufer, die zuvor von Scott, Bingham und weiteren Psychologen am Carnegie Institute of Technology im Bureau of Salesmanship Research entwickelt wurden. Bis zum Ende des Kriegs entwickelten sie Selektionstests für mehr als 80 Militärberufe. Es folgten mehr als 3,5 Millionen Testungen von Militärs nach diesem Verfahren. Praktisch alle Mitarbeiter des Bureau of Salesmanship Research waren an dieser Forschung beteiligt. Bingham bezeichnete seine Jahre am Carnegie Institute of Technology als „Generalprobe für die gewaltige Aufgabe der militärischen Klassifikation und Zuordnung“.

### Division of Applied Psychology
Im Jahr 1918 begann Bingham wieder Vollzeit am Carnegie Institute of Technology zu arbeiten. Der Unternehmensbereich der Angewandten Psychologie erlebte kurz nach dem Krieg ein beträchtliches Wachstum, sowohl aufgrund des guten Rufs von Bingham und Scott, als auch wegen des neu gewonnenen Vertrauens in die Psychologie als angewandte Wissenschaft. Bis 1920 umfasste die Division of Applied Psychology ein Institut für Psychologie, ein Institut für Bildungsforschung, eine Schule für Lebensversicherungs-Verkaufskunst und eine Abteilung für Personalverwaltung. Letztere beinhaltete das Research Bureau for Retail Training und das Bureau of Personnel Research (der neue Name für das Bureau of Salesmanship Research). 1923 waren bereits 25 Mitarbeiter fest angestellt.
Bingham entwickelte in dieser kurzen Zeit eine ausgezeichnete Fakultät. Der Erfolg der frühen angewandten Forschung hatte der Abteilung beträchtliche Mittel eingebracht. Zwischen 1916 und 1921 erhielt die Division mehr als 235.000 $ von lokalen und nationalen Unternehmen zur Unterstützung seiner Forschungs- und Ausbildungsbemühungen. Bingham etablierte gute Beziehungen zwischen der Universität und einer Reihe von lokalen Unternehmen. Die veröffentlichten Leistungen der Abteilung waren beträchtlich und dominierten die Literatur der Arbeitspsychologie von 1916 bis 1924. Etwa 65 Doktoranden wurden ausgebildet und einige von ihnen leisteten wichtige Beiträge zur Angewandten Psychologie, zum Beispiel Bruce Moore (der bei Bingham 1921 am CIT promovierte und der erste Präsident der APA-Abteilung für Arbeitspsychologie wurde), Beardsley Ruml, Arthur Kornhauser und Richard Uhrbock. Binghams Forschungsinstitut, welches großteils von Unternehmen und Industrie gefördert wurde, war das Erste seiner Art und wurde damit zum Vorbild für viele Nachfolger an anderen Universitäten.
So schnell die Division of Applied Psychologie entstand, so schnell verschwand sie auch wieder. Im Sommer 1922 wurde Hamerschlag als Präsident des Carnegie Institute of Technology abberufen. Bis zum Sommer 1924 verschwand die Abteilung (zu diesem Zeitpunkt trug sie den Namen Division of Cooperative Research). Die Gründe dafür sind nicht eindeutig bekannt.
Bingham beschreibt in seiner Autobiographie das Ende der Abteilung als „die Zerstreuung“, was sich auf die Verstreuung der Division bezieht, denn einige der Programme wurden auf andere Universitäten ausgelagert.

### Zweiter Weltkrieg
Im April 1940 bat der Generaladjutant Emory Adams das National Research Council darum, ein Komitee von Psychologen zusammenzustellen, um ihn bei der Klassifikation von Militärpersonal zu beraten. Daraufhin meldeten sich sieben Psychologen, inklusive Thrustone, zu Dienst. Bingham bot sich als Vorsitzender an. Das Komitee beriet sich zu verschiedenen Aufgaben, darunter die Army General Classification Tests, Auswahlverfahren für Offiziere, Vorstellungsgespräche, Eignungstests und Effizienzberichte der Offiziere.
Im August 1940 wurde Bingham zum Chefpsychologen des Adjutant General’s Office im Kriegsministerium ernannt. Diesen Job übte er bis Juni 1947 aus. Im Gegensatz zum Ersten Weltkrieg, wo er in den Rang des Oberstleutnants aufstieg, war er während des Zweiten Weltkriegs der Meinung als Zivilist effektiver arbeiten zu können. Seine Aufgabe bestand darin, einen kleinen Stab zusammenzustellen, zivil und militärisch zu beaufsichtigen und für den Generaladjutanten zu sprechen, wenn Psychologen und Pseudopsychologen ihn mit Vorschlägen und Dienstangeboten überhäuften.
Anders als im Ersten Weltkrieg, wo Psychologen von Militäroffizieren mit Argwohn betrachtet wurden, stellte Bingham 1940 fest, dass sich eine beträchtliche Akzeptanz für die Gültigkeit der Psychologie entwickelte, besonders im Bezug auf Personalfragen, mit denen sich Bingham während seiner Amtszeit hauptsächlich beschäftigte.
Neben Personalfragen unterstützte Bingham das Militär auch auf andere Weise, zum Beispiel beim Einsatz klinischer Psychologen, um Offiziere in der Beratung von Soldaten auszubilden, die das Militär verlassen, ein Problem, das sich erst 1943 herauskristallisierte. Während seiner Jahre als Chefpsychologe propagierte Bingham weiterhin den Wert der Arbeitspsychologie durch Vorträge und Veröffentlichungen. Für seine Arbeit im Zweiten Weltkrieg erhielt er das Emblem for Exceptional Civilian Service vom Kriegsministerium. Nach dem Krieg setzte er seine Beratungstätigkeit des Army General Staff und des Verteidigungsministeriums fort.

## Werke (Auswahl)
- The Role of the Tympanic Mechanism in Audition. In: Psychological Review. Band 14, 1907, S. 229–243.
- Studies in Melody. In: Psychological Monographs. Band 12, 1910, no. 3.
- The Use of Experiment in Teaching Educational Psychology: Report of the Meeting of New York Teachers of Educational Psychology, Held at Ithaca, N.Y., April 8–9, 1910. In: Journal of Educational Psychology. Band 1, 1910, S. 287–292.
- A Useful Demonstration of Tonal Fusion. In: Psychological Bulletin. Band 8, 1911, S. 57.
- Five Years of Progress in Comparative Musical Science. In: Psychological Bulletin. Band 11, 1914, S. 421–433.
- Walter Bingham, W. D. Scott, G. M. Whipple: Scientific Selection of Salesmen: A Report on the Demonstration of Scientific Methods in the Testing of Applicants. In: Salesmanship. Band 4, 1916, S. 106–108.
- Mentality Testing of College Students. In: Journal of Applied Psychology. Band 1, 1917, S. 38–45.
- Army Personnel Work: With Some Implications for Education and Industry. In: Journal of Applied Psychology. Band 3, 1919, S. 1–12.
- On the Possibility of an Applied Psychology. In: Psychological Review. Band 30, 1923, S. 289–305.
- Walter Bingham, W. T. Davis: Intelligence Test Scores and Business Success. In: Journal of Applied Psychology. Band 8, 1924, S. 1–22.
- Measures of Occupational Success. In: Harvard Business Review. Band 5, 1926, S. 1–10.
- Personality and Dominant Interest: Vocational Tendencies of Introverts. In: Psychological Bulletin. Band 23, 1926, S. 153–154.
- Walter Bingham, Max Freyd: Procedures in Employment Psychology: A Manual for Developing Scientific Methods of Vocational Selection. Shaw, Chicago and New York 1926.
- Walter Bingham, C. S. Slocombe: Men Who Have Accidents: Individual Differences Among Motormen and Bus Operators. In: Personnel Journal. Band 6, 1927, S. 251–257.
- The Personal Interview Studied by Means of Analysis and Experiment. In: Social Forces. Band 7, 1929, S. 530–533.
- Management’s Concern With Research in Industrial Psychology. In: Harvard Business Review. Band 10, 1931, S. 40–53.
- Walter Bingham, Bruce V. Moore: How to Interview. 3. Auflage, Harper, New York 1941.
- Abilities and Opportunities: Some Meanings of Trends in Occupational Distribution. In: Occupations. Band 12, 1934, S. 6–17.
- MacQuarrie Test for Mechanical Ability. In: Occupations. Band 14, 1935, S. 202–205.
- Aptitudes and Aptitude Testing. Harper, New York 1937.
- Halo: Its Prevalence and Nature in Estimates of Objective Traits and in Inferential Trait-judgments. In: Psychological Bulletin. Band 35, 1938, S. 641–642.
- Testing in Vocational Guidance. In: Education. Band 58, 1938, S. 539–544.
- A National Perspective on Testing and Guidance. In: Educational Record. Band 20 (Supplement), 1939, S. 137–150.
- Psychological Services in the United States Army. In: Journal of Consulting Psychology. Band 5, 1941, S. 221–224.
- Personnel Classification Testing in the Army. In: Science. New Series Band 100, 1944, S. 275–280.
- Inequalities in Adult Capacity: From Military Data. In: Science. New Series Band 104, 1946, S. 147–152.
- Military Psychology in War and Peace. In: Science. New Series Band 106, 1947, S. 155–160.
- Psychologists in Industry. In: American Psychologist. Band 3, 1948, S. 321–323.